# エティエンヌ・ピエール・ヴァントナ
エティエンヌ・ピエール・ヴァントナ（エチエンヌ＝ピエール・ヴァントナとも; Étienne Pierre Ventenat、1757年3月1日 - 1808年8月13日）は、フランスの植物学者である。

## 略歴
リモージュで生まれた。牧師でサント＝ジュヌヴィエーヴ図書館の館長を務めていたが、イギリスを訪れ、植物園やイギリスの植物学の発展を見て植物学研究を目指した。フランス革命後、牧師をやめシャルル＝ルイ・レリティエ・ドゥ・ブリュテルと植物学の研究を始めた。1972年にいくつかの論文を書いた。1794年にデュピュイ（Sophie Dupuis）の図版で、「植物学の原理」（"Principes de Botanique"）という著書を出版したが、内容に不満で、すべてを廃棄するために買い戻そうとした。1795年に再建されたフランス科学アカデミー（その時期はInstitut national des sciences et des arts）の植物学部門の会員に選ばれた。
1798年にアントワーヌ・ローラン・ド・ジュシューの「植物の属」（"Genera plantarum"）の翻訳に、植物の利用法と来歴を加えた「ジュシューの方法による植物一覧」（"tableau du végétal selon la méthode de règne Jussieu"）を出版した。、
ヴァントナの著書としては、園芸家、ジャック・フィリップ・マルタン・セルスの集めた植物などをピエール＝ジョゼフ・ルドゥーテが図版をつけて紹介した「J-Mセレスの庭園で栽培された新しく珍しい植物」（"Description des plantes nouvelles et peu connues, cultivées dans le jardin de J.-M. Cels"）や、ナポレオン・ボナパルトの最初の妻、ジョゼフィーヌ・ド・ボアルネが世界中から集めて、マルメゾン城の温室で育てさせた植物をルドゥーテやセリエル（François Noël Sellier）の銅版画で紹介した「マルメゾンの庭園」（"Jardin de la Malmaison"）などがありその美麗さで知られている。菌類学者、ピエール・ビュイヤールの菌類の著作、"Histoire des champignons de la France"の編纂も続けた。
弟のルイ・ヴァントナ（Louis Ventenat）も博物学者で、ラ・ペルーズ伯ジャン＝フランソワ・ド・ガロー捜索のためのアントワーヌ・ブリュニー・ダントルカストーの太平洋探検航海に船上牧師、博物学者として加わった。

## 「マルメゾンの庭園」の図版

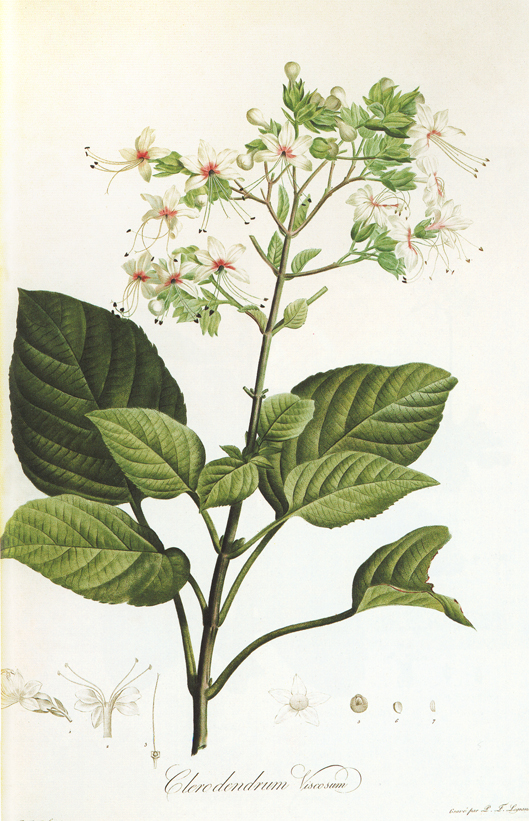
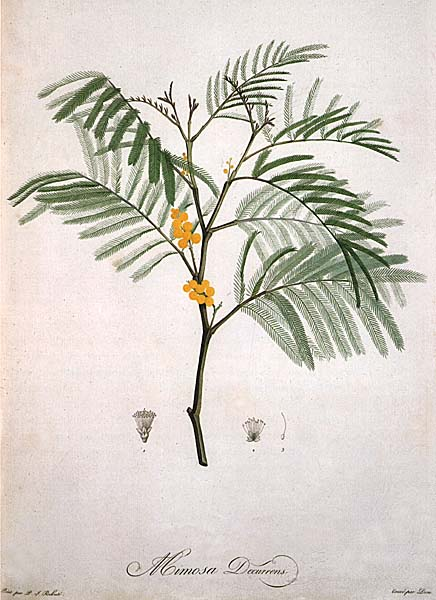

## 著作
- Description des plantes nouvelles et peu connues, cultivées dans le jardin de J.-M. Cels, 1799
- Le Jardin de la Malmaison, 1803
- Decas Generum Novorum, 1808.